# Bassenge
Bassenge (en való Bassindje) és un municipi belga de la província de Lieja a la regió valona. L'1 de gener del 2024 tenia 9.022 habitants. Es troba a la vall del Jeker, en confluència amb el Mosa cap a Maastricht.

## Localitat
Bassenge, Boirs, Ében-Émael, Glons, Roclenge-sur-Geer i Wonck.